# Проспект Степана Бандери (Київ)
Проспе́кт Степáна Бандéри — проспект в Оболонському та Подільському районах міста Києва, у місцевостях Оболонь, Почайна, Куренівка. Пролягає від вулиць Куренівської й Кирилівської до Північного мосту. На ділянці між Новокостянтинівською вулицею та Північним мостом проспект є частиною Малої окружної дороги.
До проспекту прилучаються:  Куренівський парк, вулиці Семена Скляренка, Олени Теліги (шляхопровід), Новокостянтинівська, залізниця (шляхопровід), вулиці Вербова, Михайла Гориня, площа Героїв УПА, Оболонський проспект, Богатирська (шляхопровід), Йорданська, узбережжя Вербного озера, річки Почайна, шляхопровід над проспектом Володимира Івасюка та Набережно-Рибальською дорогою.

## Історія
Проспект утворено в першій половині XX століття як сполучення Лугової-Станційної вулиці (між Кирилівською вулицею і залізницею) та Городнього тупика, які у 1961 році було об'єднано під назвою Червонокозацька вулиця.
У 1975 році, після перепланування, значного продовження і розширення Червонокозацької вулиці, перетворення її на швидкісну автомагістраль у напрямку нового мосту через Дніпро вулиця отримала назву проспект Червоних Козаків, на честь військових формувань Червоного козацтва, які боролися за встановлення радянської влади в Україні.
З 2003 року мав назву Московський проспект, як такий, що веде до колишнього Московського мосту (нині — Північний міст).
З 2016 року проспект отримав сучасну назву на честь українського політичного діяча, одного з ідеологів і теоретиків українського націоналістичного руху, голови Проводу ОУН(б) Степана Бандери.
Перейменування
7 липня 2016 року рішенням Київської міської ради ухвалено перейменування Московського проспекту на проспект Степана Бандери. Дмитро Гордон, що спершу проголосував за, згодом відкликав голос, попросивши зарахувати його проти.
Голосуванню передувало громадське обговорення, в ході якого на сайті КМДА 3146 осіб підтримали перейменування, а 2548 осіб — висловились проти.
Було подано електронну петицію про перейменування проспекту на іншу назву — нейтральнішу Київська міська державна адміністрація відхилила її, бо були знайдені масові фальсифікації під час голосування.
25 червня 2019 року Окружний адміністративний суд Києва скасував рішення про перейменування і повернув колишню назву проспекту,, проте на рішення Окружного адміністративного суду Києва відразу була подана апеляція відповідачами позову, тож до закінчення розгляду апеляції це рішення суду про скасування перейменування ще не вступило тоді у силу, відповідно проспект  залишив назву Степана Бандери
9 грудня 2019 року 6-й апеляційний адміністративний суд підтвердив законність рішень Київської міської ради про перейменування Московського проспекту та проспекту Генерала Ватутіна в Києві на проспекти Степана Бандери та Романа Шухевича
У 2020 році було проведено капітальний ремонт проспекту Степана Бандери. Попередній був зроблений 42 роки тому.
11 лютого 2021 року Окружний адміністративний суд Києва частково задовольнив позов спілки «Громадський контроль і порядок», що вимагав скасування рішення Київради від 7 липня 2016 року № 559/559 щодо перейменування проспекту з Московського на Бандери.. На це рішення було подано апеляцію.
22 квітня 2021 року 6-й апеляційний адміністративний суд визнав законним перейменування Московського проспекту на проспект Степана Бандери.

## Установи та заклади
- № 6 — БЦ «Почайна Центр»
- № 8 — Завод «Маяк»
- № 9 — БЦ «Форум Парк Плаза»;
- № 9-Б — БЦ «Wave Tower»
- № 11 — ТОВ „Завод залізобетонних виробів «Поліськсільбуд»“
- № 11-А — Торговельний центр «Епіцентр»
- № 13-В — БЦ «ЮГ»
- № 15-А — Гіпермаркет «Ашан-Петрівка»;
- № 15-Г —  Рітейл Парк Почайна
- № 16-Б — Бізнес центр «Макрос»;
- № 16-Д — Шопінг-центр «Територія Мінімальних Цін»
- № 17 — Магазин плитки «КерамХолл»
- № 17/1 — Хірургічний центр «СІТІ ДОКТОР»
- № 19 — Спеціалізована медико-санітарна частина № 18 МОЗ України
- № 20 — Зброярський магазин «ІБІС»
- № 20-Б — Торговельний центр «Plazma»
- № 21 — Супермаркет електроніки «Фокстрот»
- № 23 — Торговельний центр «GORODOK Gallery»
- № 23 — Гіпермаркет «Тканини», Гіпермаркет «FOZZI»
- № 24-Б — Автосалон «Тойота Сіті Плаза»
- № 24-Д — Автосалон «Віннер Автомотив»
- № 26-В — Гіпермаркет «METRO Cash & Carry»
- № 28 — Автосалон «Автосоюз» та прокат авто «РентАвтосоюз»
- № 34-А —  Гіпермаркет меблів «MARGO»
- № 34-В — Розважальний центр «Блокбастер»
- № 36 — Торгівельно-розважальний центр «BLOCKBUSTER MALL»
- № 36-А — Торговельний центр «Епіцентр».

### Заклади культури та відпочинку
- № 23 — Концертний зал «Вежа на Почайні»
- № 24-В — Сквер «Японський Сад»
- № 34-В —  Кінотеатр IMAX.

## Зображення

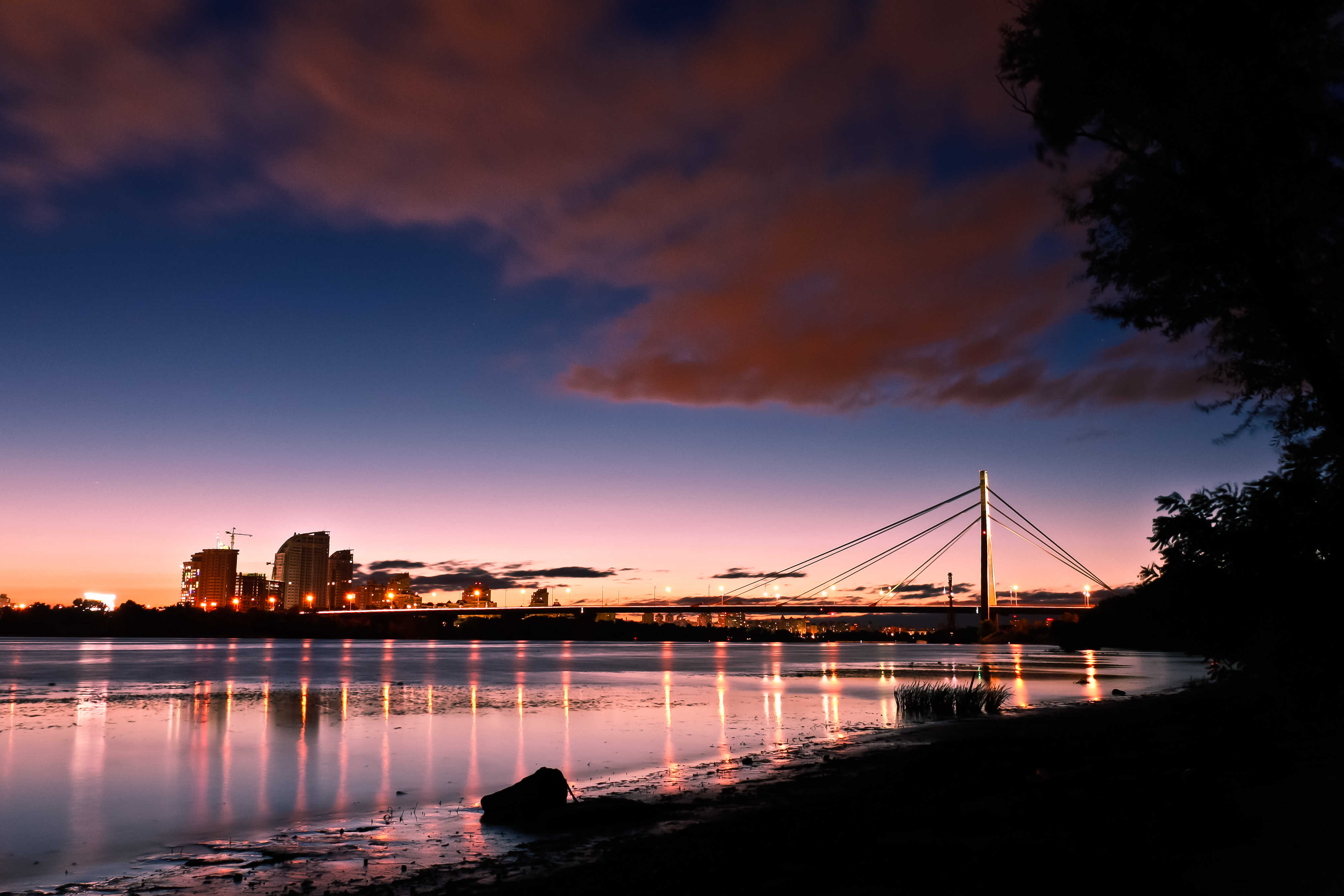
Північний міст, що сполучає проспект Степана Бандери з проспектом Романа Шухевича
Композиція «Бандеромобіль» на базі ЗАЗ-968 (в районі будинків №№ 24 та 26)
Будівля середини ХХ століття на території заводу ЗБВ «Поліськсільбуд» (буд. № 11)